# Unkovice
Unkovice (deutsch Hunkowitz) ist eine Gemeinde mit 703 Einwohnern in Tschechien. Das Dorf befindet sich 180 m. ü. M., ca. 20 Kilometer südlich von Brünn und ca. 3 Kilometer von Židlochovice entfernt.

## Geschichte
Der Ort wurde 1131 erstmals urkundlich erwähnt.